# Takumi Abe
Takumi Abe (født 26. maj 1991) er en japansk fodboldspiller, som spiller for den japanske fodboldklub Thespakusatsu Gunma.